# Monecphora pallida
Monecphora pallida är en insektsart som beskrevs av Victor Lallemand 1924. Monecphora pallida ingår i släktet Monecphora och familjen spottstritar. Inga underarter finns listade i Catalogue of Life.